# Cúp FA Hàn Quốc 2008
Cúp FA Hàn Quốc 2008, hay Cúp FA Hana Bank vì lý do tài trợ, là mùa giải thứ 13 của Cúp FA Hàn Quốc. Mùa giải khởi tranh từ ngày 24 tháng 2 năm 2008 và kết thúc ngày 21 tháng 12 năm 2008. Pohang Steelers có lần thứ 2 giành Cúp FA Hàn Quốc, khi đánh bại Gyeongnam FC 2–0.
Đội vô địch giành suất tham dự AFC Champions League 2009.

## Kết quả

### Vòng Sơ loại

#### Vòng Một
| Jeonju EM FC      | 1–1 | Hwasung Shinwoo Electronics |
| ----------------- | --- | --------------------------- |
| Choi In-Tak 50'   |     | Own goal 61'                |
| Loạt sút luân lưu |     |                             |
|                   | 6–5 |                             |

| Gangnam TNT | 0–6 | Gumi Siltron                                                                  |
| ----------- | --- | ----------------------------------------------------------------------------- |
|             |     | Hyun Jung-Bong 7' · Woo Min-Hyuk 50' · Lim Ho 69' 80' 88' · Park Dae-Sung 88' |

| Đại học Sangji                      | 2–0 | MD UHL |
| ----------------------------------- | --- | ------ |
| Lee Hee-Jun 64' · Yoon Sung-Woo 70' |     |        |

| Yong-in FC | 0–2 | Cheonan FC                    |
| ---------- | --- | ----------------------------- |
|            |     | Huh Sung 38' · Lim Joo-Ho 44' |

#### Vòng Hai
| Jeonju EM FC | 0–3 | Seoul United                                           |
| ------------ | --- | ------------------------------------------------------ |
|              |     | Woo Je-Won 9' · Jung Jae-Kwon 76' · Chung Myung-Ho 90' |

| Gumi Siltron      | 1–2 | Chungju Solveige                   |
| ----------------- | --- | ---------------------------------- |
| Park Jong-Rok 76' |     | Lee Ki-Dong 32' · Han Jae-Gook 67' |

| Đại học Sangji | 0–2 | Gimhae City                         |
| -------------- | --- | ----------------------------------- |
|                |     | Cho Sung-Yong 6' · Cho Jae-Yong 72' |

| Cheonan FC        | 0–0 | Cheonan City |
| ----------------- | --- | ------------ |
|                   |     |              |
| Loạt sút luân lưu |     |              |
|                   | 8–9 |              |

#### Vòng Ba
| Đại học Hàn Quốc  | 0–0 | Seoul United |
| ----------------- | --- | ------------ |
|                   |     |              |
| Loạt sút luân lưu |     |              |
|                   | 3–1 |              |

| Đại học Honam                           | 3–3 | Chungju Solveige                                            |
| --------------------------------------- | --- | ----------------------------------------------------------- |
| Kim Sang-Hyuk 25' 53' · Maeng Jin-O 90' |     | Han Jae-Gook 50' · Yoo Hyung-Keun 61' · Kwak Seung-Hyun 79' |
| Loạt sút luân lưu                       |     |                                                             |
|                                         | 3–1 |                                                             |

| Đại học Yonsei    | 1–1 | Gimhae City  |
| ----------------- | --- | ------------ |
| Lee Hoon 46'      |     | Kim Hyun-Jun |
| Loạt sút luân lưu |     |              |
|                   | 5–4 |              |

| Đại học Soongsil   | 1–1 | Cheonan City    |
| ------------------ | --- | --------------- |
| Lim Kyung-Hyun 68' |     | Gu Hyun-Seo 14' |
| Loạt sút luân lưu  |     |                 |
|                    | 3–4 |                 |

### Vòng Chung kết

#### Vòng 32 đội
- Vào tiếp: Chunnam Dragons (vô địch Cúp FA Hàn Quốc 2007), Pohang Steelers (vô địch K League 2007)

| Incheon Korail | 0–3 | Ulsan Hyundai Horangi                                |
| -------------- | --- | ---------------------------------------------------- |
|                |     | Oh Jang-Eun 13' · Lee Sang-ho 65' · Kim Sung-min 80' |

| Goyang KB Kookmin Bank | 1–1 | FC Seoul         |
| ---------------------- | --- | ---------------- |
| Lee Jung-Woon 9'       |     | Lee Jong-min 33' |
| Loạt sút luân lưu      |     |                  |
|                        | 6–5 |                  |

| Hongcheon Idu FC | 1–4 | Seongnam Ilhwa Chunma                                  |
| ---------------- | --- | ------------------------------------------------------ |
| Park Chi-Un 54'  |     | Han Dong-Won 17' 21' · Pedrão 24' · Sin Young-Chul 38' |

| Daejeon Korea Hydro & Nuclear Power | 1–2 | Daegu FC                               |
| ----------------------------------- | --- | -------------------------------------- |
| Lee Soo-Min 76'                     |     | Eninho 17' · Lee Byung-Wook 82' (l.n.) |

| Changwon City    | 1–0 | Jeju United |
| ---------------- | --- | ----------- |
| Lee Sang-Keun 1' |     |             |

| Busan Transportation Corporation | 0–1 | Gyeongnam FC             |
| -------------------------------- | --- | ------------------------ |
|                                  |     | Park Joon-Hong 9' (l.n.) |

| Ansan Hallelujah                                                                                     | 0–0 | Incheon United                                                                             |
| --- | --- | ------------------------------------------------------------------------------------------ |
| |     |                                                                                            |
| Loạt sút luân lưu                                                                                    |     |                                                                                            |
| Lee Sung-Gil · Jung Jae-Yoon · Lee Kwang-Hee · Lee Joo-Sang · Lim Sung-Ho · Oh Ki-Jae · Park Do-Hyun | 5–4 | Radončić · Lee Jun-Young · Kim Sun-Woo · Ahn Hyun-Sik · Borko · Kim Tae-Jin · Kim Sang-Rok |

| Gangneung City | 0–2 | Busan I'Park                     |
| -------------- | --- | -------------------------------- |
|                |     | Choi Chul-Woo 16' · Reinaldo 22' |

| Yesan FC | 0–3 | Gwangju Sangmu                                            |
| -------- | --- | --------------------------------------------------------- |
|          |     | Park Kyu-Seon 44' · Kim Seung-Yong 69' · Nam Ik-Kyung 77' |

| Nowon Hummel Korea                                      | 0–0 | Suwon Samsung Bluewings                             |
| ------------------------------------------------------- | --- | --------------------------------------------------- |
|                                                         |     |                                                     |
| Loạt sút luân lưu                                       |     |                                                     |
| Kim Sin-Eui · Oh Tae-Hwan · Lee Yong-Kyu · Kim Bum-Seok | 2–4 | Yang Sang-Min · Edu · Luiz Henrique · Seo Dong-Hyun |

| Đại học Hàn Quốc | 0–2 | Jeonbuk Hyundai Motors                |
| ---------------- | --- | ------------------------------------- |
|                  |     | Lee Hyun-Seung 1' · Moon Dae-Sung 19' |

| Đại học Yonsei                      | 2–2 | Daejeon Citizen                    |
| ----------------------------------- | --- | ---------------------------------- |
| Choi Jung-Han 18' · Cho Chan-Ho 68' |     | Kim Min-Soo 44' · Kang Sun-Kyu 66' |
| Loạt sút luân lưu                   |     |                                    |
|                                     | 3–1 |                                    |

| Suwon City        | 1–1 | Đại học Honam    |
| ----------------- | --- | ---------------- |
| Park Hee-Wan 63'  |     | Lee Sung-Min 10' |
| Loạt sút luân lưu |     |                  |
|                   | 3–4 |                  |

| Ulsan Hyundai Mipo Dolphin           | 2–0 | Cheonan City |
| ------------------------------------ | --- | ------------ |
| Kim Ho-Yoo 75' · Kim Young-Hoo 90+1' |     |              |

#### Vòng 16 đội
| Gyeongnam FC      | 1–0 | Đại học Yonsei |
| ----------------- | --- | -------------- |
| Kim Dong-Chan 64' |     |                |

| Seongnam Ilhwa Chunma                                      | 0–0 | Ulsan Hyundai Mipo Dolphin                                             |
| ---------------------------------------------------------- | --- | ---------------------------------------------------------------------- |
|                                                            |     |                                                                        |
| Loạt sút luân lưu                                          |     |                                                                        |
| Dudu · Mota · Kim Dong-hyun · Kim Jung-Woo · Park Jin-Seop | 5–4 | Ahn Sung-Nam · Kim Ho-Yoo · Jung Min-Mu · Kim Ki-Hyung · Kim Young-Hoo |

| Ansan Hallelujah | 1–3 | Daegu FC                                          |
| ---------------- | --- | ------------------------------------------------- |
| Lim Sung-Ho 19'  |     | Hwang Sun-Pil 5' · Eninho 45+1' · Ha Dae-Sung 62' |

| Changwon City | 0–3 | Jeonbuk Hyundai Motors                                 |
| ------------- | --- | ------------------------------------------------------ |
|               |     | Luiz Henrique 10' · Cho Jae-Jin 27' · Kang Min-Soo 31' |

| Ulsan Hyundai Horangi             | 2–1 | Busan I'Park         |
| --------------------------------- | --- | -------------------- |
| Luizinho 66' · Park Dong-Hyuk 84' |     | Jeong Shung-Hoon 79' |

| Goyang KB Kookmin Bank               | 2–0 | Đại học Honam |
| ------------------------------------ | --- | ------------- |
| Nam Dong-Woo 27' · Cho Young-Min 83' |     |               |

| Chunnam Dragons | 0–1 | Pohang Steelers    |
| --------------- | --- | ------------------ |
|                 |     | Noh Byung-Joon 90' |

| Suwon Samsung Bluewings                             | 1–1 | Gwangju Sangmu                                                                 |
| --------------------------------------------------- | --- | ------------------------------------------------------------------------------ |
| Edu 76'                                             |     | Choi Jae-Soo 33'                                                               |
| Loạt sút luân lưu                                   |     |                                                                                |
| Lucas · Yang Sang-Min · Edu · Mato · Song Chong-Gug | 4–5 | Sin Dong-Geun · Kang Jin-Wook · Park Kyu-Seon · Kim Tae-Yoon · Kim Myung-Joong |

#### Tứ kết
| Gyeongnam FC      | 1–0 | Gwangju Sangmu |
| ----------------- | --- | -------------- |
| Kim Dong-Chan 10' |     |                |

| Goyang KB Kookmin Bank                                                      | 1–1 | Jeonbuk Hyundai Motors                                   |
| --------------------------------------------------------------------------- | --- | -------------------------------------------------------- |
| Hwang Yeon-Seok 88'                                                         |     | Kim Hyung-Bum 45'                                        |
| Loạt sút luân lưu                                                           |     |                                                          |
| Kim Jae-Koo · Park Sung-Jin · Kim Dong-Min · Cha Jong-Yoon · Ryu Byung-Hoon | 3–2 | Cho Jae-Jin · Luiz · Kim Hyung-Bum · Choi Tae-Uk · Aleks |

| Pohang Steelers | 1–1 | Seongnam Ilhwa Chunma |
| --- | --- | --- |
| Namgung Do 83' |     | Mota 32' |
| Loạt sút luân lưu |     | |
| Noh Byung-Joon · Kim Gwang-Seok · Namgung Do · Park Hee-Chul · Park Won-Jae · Jang Hyun-Kyu · Shin Hyung-Min · Choi Hyo-Jin · Kim Jae-Sung | 8–7 | Mota · Dudu · Kim Jung-Woo · Jeon Kwang-Jin · Kim Dong-hyun · Cho Byung-Kuk · Jang Hak-Young · Park Woo-Hyun · Park Jae-Yong |

| Daegu FC            | 2–1 | Ulsan Hyundai Horangi |
| ------------------- | --- | --------------------- |
| Lee Keun-Ho 38' 76' |     | Luizinho 30'          |

#### Bán kết
| Gyeongnam FC                                      | 5–0 | Goyang KB Kookmin Bank |
| ------------------------------------------------- | --- | ---------------------- |
| Kim Dong-Chan 30' 43' 49' 90' · Kim Jong-Hoon 37' |     |                        |

| Daegu FC | 0–2 | Pohang Steelers                               |
| -------- | --- | --------------------------------------------- |
|          |     | Hwang Jae-Won 42' (ph.đ.) · Lee Gwang-Jae 81' |

#### Chung kết
| Gyeongnam FC | 0–2 | Pohang Steelers                      |
| ------------ | --- | ------------------------------------ |
|              |     | Hwang Jin-Sung 3' · Kim Jae-Sung 78' |

| Cúp FA Hàn Quốc Đội vô địch 2008 |
| -------------------------------- |
| Pohang Steelers Danh hiệu thứ 2  |

## Giải thưởng
- Cầu thủ xuất sắc nhất giải đấu: Choi Hyo-Jin (Pohang Steelers)
- Vua phá lưới: Kim Dong-Chan (6 bàn) (Gyeongnam FC)